# Кім Юн
Кім Юн (14 квітня 1974) — південнокорейський хокеїст на траві.
Срібний призер Олімпійських Ігор 2000 року, учасник 1996 року.
Переможець Азійських ігор 1994, 2002 років.
Срібний призер Трофею чемпіонів 1999 року, бронзовий призер 2000 року.